# 20th Century Boys (film, 2008)
Série
20th Century Boys, chapitre 2 : Le Dernier Espoir
(2009)
Pour plus de détails, voir Fiche technique et Distribution.
20th Century Boys (20世紀少年, 20-seiki shōnen) est un film japonais réalisé par Yukihiko Tsutsumi et sorti en 2008. Il s'agit du premier volet d'une trilogie, d'après la série manga du même titre de Naoki Urasawa.

## Synopsis
En 1969, Kenji et sa bande de copains passent leurs vacances d’été à rêver de l’exposition universelle d’Osaka et à s’inventer un scénario catastrophe de fin du monde dans leur cahier des prédictions. À cette époque, Kenji voulait devenir une rock star et sauver l’humanité. En 1997, Kenji aide sa mère dans la supérette de quartier tout en jouant la baby-sitter pour sa nièce Kanna. Ses rêves de gamin resurgissent lorsque la police le questionne sur une mystérieuse organisation dont le symbole serait identique à celui inventé dans le cahier des prédictions de sa jeunesse. Tous les indices mènent à une mystérieuse secte dont le chef se fait appeler Ami.

## Fiche technique
Sauf indication contraire, les informations mentionnées dans cette section peuvent être confirmées par la base de données cinématographiques IMDb,  présente dans la section « Liens externes ».
- Titre original : 20世紀少年
- Titre international et français : 20th Century Boys
- Réalisation : Yukihiko Tsutsumi
- Scénario : Yasushi Fukuda, Takashi Nagasaki, Naoki Urasawa et Yūsuke Watanabe, d'après la série manga du même titre de Naoki Urasawa
- Musique : Ryomei Shirai
- Décors : Naoki Sōma
- Photographie : Satoru Karasawa
- Montage : Nobuyuki Ito
- Production : Morio Amagi, Ryuuji Ichiyama et Nobuyuki Iinuma
- Sociétés de production : Dentsu, NTV, Shogakukan Inc., Tōhō et Yomiuri Television
- Société de distribution : Eurozoom (France)
- Pays de production :  Japon
- Langue originale : japonais, thaï, anglais
- Format : couleur – 1,85:1
- Genre : action, aventure, fantastique, science-fiction, thriller
- Durée : 142 minutes
- Dates de sortie :
  - Japon : 30 août 2008
  - France : 14 janvier 2009
  - Belgique : 19 avril 2009 (Festival international du film fantastique de Bruxelles)

## Distribution
- Toshiaki Karasawa (VF : Frédéric Popovic) : Kenji Endō
- Etsushi Toyokawa (VF : Éric Marchal) : Choji « Ocho » Ochiai
- Takako Tokiwa (VF : Marie Diot) : Yukiji Setoguchi
- Teruyuki Kagawa (VF : Jean-Marco Montalto) : Tsuyoshi « Yoshitsune » Minamoto
- Hitomi Kuroki : Kiriko Endō
- Hidehiko Ishizuka (VF : Patrick Noérie) : Michihiro Maruo
- Takashi Ukaji (VF : Jérôme Frossard) : Masaaki « Mon-chan » Shimon
- Hiroyuki Miyasako (VF : Christophe Seugnet) : Croa Croa
- Katsuhisa Namase (VF : Cédric Barbereau) : Saburo « Donkey » Kidō
- Fumiyo Kohinata : Yamane
- Kuranosuke Sasaki (en) : Tetsuya « Fukube » Hattori
- ARATA : Masao Tamura (no13)
- Nana Katase : Mika Shikishima,la fille du professeur
- Chizuru Ikewaki : Erika, l'employée du combini
- Mirai Moriyama(VF : François Créton) : Karuta, le mangaka
- Yū Tokui : Le superviseur des combini
- Miyako Takeuchi : Setsuko Ichihara, l'avocate
- Yoriko Doguchi : Mitsuko Kidō, la femme de Saburo « Donkey » Kidō
- Kenichi Endō : Le meurtrier de Saburo « Donkey » Kidō
- Ken Mitsuishi (VF : Renaud Heine) : Yama-san
- Shirō Sano : Yanbo et Mabo, les jumeaux
- Bengaru : Dirigeant d'Oriko
- Tomiko Ishii (VF : Anne Plumet) : Chiyo Endō, la mère de Kenji
- Raita Ryū (VF : Olivier Angele) : Igarashi « Cho-san » Chōsuke
- Renji Ishibashi : Manjūme Inshū
- Katsuo Nakamura (VF : Jacques Albaret) : Kyūtaro Kaminaga, le Dieu

## Production

### Genèse et développement
L'auteur mangaka Naoki Urasawa a préféré attendre la sortie du chapitre final en 2004 avant que la production n'annonce, en décembre 2006, que la série 20th Century Boys très populaire dans le monde entier se voit adaptée sous la forme d’une trilogie. Après une recherche dans les quatre coins de l'univers, le réalisateur est choisi : le touche-à-tout Yukihiko Tsutsumi qui voudra respecter l'œuvre originale.

« C'est comme si on m'avait demandé d'adapter la Bible à l'écran. Étant de la même génération que les auteurs, il lui était facile de se plonger dans l'univers du manga. "Je me suis reconnu dans les jeux d'enfants, les émotions qu'on ressent pour la musique, toutes ces choses-là. Je pense que je n'aurai dans ma vie plus jamais l'occasion de réaliser un film aussi grandiose que celui-là. Je savoure donc ce moment de bonheur et je me bats pour que ce soit une réussite. [...] Elle est si intéressante que j'ai pensé qu'il valait mieux la copier de manière parfaite plutôt que de l'arranger avec mes propres idées. Je me suis servi du manga comme story-board et j'ai même imité les angles de vue de chaque planche [...] toutefois, l'œuvre originale a beau être très cinématographique, les grammaires du manga et du cinéma demeurent un peu différentes. Je me suis donc permis de changer partiellement la structure du film pour que les spectateurs le comprennent plus facilement. »

— Yukihiko Tsutsumi.
Les éditeurs s'offrent 6 milliards de yens, soit 45 millions d'euros, le plus gros budget de l'histoire du cinéma japonais pour éviter la déception des fanatiques, ainsi que trois cents acteurs, des milliers de figurants et un tournage dans chaque pays comme New York, Londres, Paris, Rome, Pékin, Rio de Janeiro, etc.
En revanche, c'est Hisashi Kimura, le réalisateur assistant du deuxième équipe, qui réalise les scènes des enfants, c'est-à-dire le passé, la jeunesse des héros de la série.

### Tournage
En dehors de Tokyo, au Japon, le tournage a également lieu à Bangkok de Thaïlande, en Chine, à Londres et aux États-Unis.

## DVD
Le DVD en version collector et en version simple est sorti le 26 août 2009 ne contenant aucun bonus, hormis le choix des audios (japonais ou français) et des sous-titrages (français ou néerlandais).